# Cấu trúc công ty
Cấu trúc công ty là một vấn đề căn bản trong quản trị chiến lược công ty. Cấu trúc sẽ quyết định các mục tiêu và chính sách được hoạch định. Nó cũng quyết định việc phân bổ các nguồn lực của công ty.
Mỗi công ty có một cách cấu trúc khác nhau. Có thể phối hợp các cách cấu trúc

## Bảy loại cấu trúc thường gặp
1. Cấu trúc theo chức năng
2. Cấu trúc theo khu vực, theo các vùng địa lý
3. Cấu trúc theo sản phẩm, dòng sản phẩm
4. Cấu trúc theo các nhóm khách hàng
5. Cấu trúc theo các quá trình đơn lẻ
6. Cấu trúc theo các đơn vị kinh doanh chiến lược (SBU)
7. Cấu trúc ma trận[1]: